# Route 28 (Oman)
Die Route 28 oder R28 ist eine Fernstraße im Sultanat Oman. Die Fernstraße führt vom Ort Lizq bis in die Provinzhauptstadt Ibra an der Route 23.